# Diplogaster gagarini
Diplogaster gagarini is een rondwormensoort uit de familie van de Diplogastridae. De wetenschappelijke naam van de soort werd voor het eerst geldig gepubliceerd in 1980 door Tsalolichin als Butlerius gagarini.